# Ladislav Rygl, Jr.
Ladislav Rygl, Jr., född 15 maj 1976 i Vrchlabí, är en tjeckisk nordisk kombinationsåkare som tävlade internationellt åren 1995-2006. Han deltog i tre olympiska vinterspel, där hans bästa placering var åttondeplatsen på 4 x 5 kilometer lag i Nagano 1998 och hans bäst individuella placering blev 17:e-platsen på 7.5 kilometer sprint i Turin 2006.
Ryglss bästa resultat på världsmästerskap var sjätteplatsen på 15 kilometer individuellt i Lahtis i 2001. Han vann tre världscupdeltävingar, en på 7.5 kilometer sprint och övriga på 15 kilometer individuellt 1999 och år 2000. Sammanlagt slutade han på prispallen 13 gånger vid världscupdeltävlingar.
Rygl är son till Ladislav Rygl, Sr., världsmästare ifnordisk kombination 1970 i Vysoké Tatry. 